# Plusiophaes confusa
Plusiophaes confusa är en fjärilsart som beskrevs av François Louis Nompar de Caumont de Laporte 1970. Plusiophaes confusa ingår i släktet Plusiophaes och familjen nattflyn. Inga underarter finns listade i Catalogue of Life.